# Oberonia bicornis
Oberonia bicornis är en orkidéart som beskrevs av John Lindley. Oberonia bicornis ingår i släktet Oberonia och familjen orkidéer. Inga underarter finns listade i Catalogue of Life.